# Жучкевич, Вадим Андреевич
Вади́м Андре́евич Жучке́вич (бел. Вадзім Андрэевіч Жучкевіч; 19 ноября 1915, Лоев, Минская губерния, Российская империя — 28 февраля 1985) — белорусский учёный-географ, ономатолог (ономаст), создатель топонимической школы Белоруссии, участник Великой Отечественной войны.

## Биография
В 1939 году окончил Минский педагогический институт. В Красной Армии — с января 1944 года. Служил в 48-й гвардейской тяжелой гаубичной артиллерийской бригаде. Работал в отделении «Смерш» переводчиком. С 1964 года преподавал на географическом факультете Белорусского государственного университета (БГУ), с которым была связана вся его жизнь и деятельность. Прошёл путь от доцента до заведующего кафедрой. Доктор географических наук с 1971 года. Стал профессором в 1972 году. В 1977 году ему было присвоено почётное звание «Заслуженный работник высшей школы БССР».

## Научная деятельность
Более 30 лет занимался топонимикой БССР, экономической географией. Провёл топонимическое районирование Белоруссии. Опубликовал около 350 научных работ. Наиболее известной является его книга «Общая топонимика» (1968). Автор «Краткого топонимического словаря Белоруссии» (1974). Опубликовал исследование, посвящённое использованию контурных карт в преподавании географии в средней школе.

## Основные труды по топонимике
- Жучкевич В. А., Малышев А. Я., Рогозин Н. Е. Города и села Белорусской ССР: Историко-географические очерки. — Минск: Учпедгиз БССР, 1959. — 280 с. — 5000 экз.
- Жучкевич В. А. Происхождение географических названий (топонимика) Белоруссии. — Минск: Изд-во Белгосун-та, 1961. — 80 с.
- Жучкевич В. А. Топонимика: Краткий географический очерк: учеб. пособие для геогр. фак. вузов. — Минск: Высшая школа, 1965. — 322 с.
- Жучкевич В. А. Общая топонимика: учеб. пособие для геогр. фак. вузов. — 2-е изд., исправл. и доп. — Минск: Вышэйшая школа, 1968. — 432 с. — 5000 экз.
- Жучкевич В. А. Топонимика Белоруссии. — Минск: Наука и техника, 1968. — 321 с.
- Чаму так названа. — Минск.: Нар. асвета, 1969. — 120 с.
- Жучкевич В. А. Топонимический ландшафт // Известия Всесоюзного географического общества. — 1968. — № 4.
- Жучкевич В. А. О методологии топонимических исследований // Ономастика Поволжья: Материалы I Поволжской конференции по ономастике. (Вып. 1) / Отв. ред.: В. Ф. Барашков, В. А. Никонов. — Ульяновск, 1969. — С. 114–122. — 288 с. — 1000 экз.
- Жучкевич В. А. Топонимика и работа с географическими названиями // География в школе. — 1969. — № 2. — С. 54-57.
- Жучкевич В. А. Местные географические термины в топонимии Белоруссии // Вопросы географии: Местные географические термины. — Сб. науч. тр. — М., 1970. — Вып. 81. — С. 138—145.
- Жучкевич В. А. К вопросу о возможностях и приемах применения топонимики в исторических исследованиях // История СССР. — 1971. — № 3. — С. 129—134. («Повесть временных лет»).
- Жучкевич В. А. Краткий топонимический словарь Белоруссии. — Минск: Изд-во БГУ им. В. И. Ленина, 1974. — 448 с. — 12 700 экз.
- Жучкевич В. А. Топонимические свидетельства древних волоков на водоразделах Днепра и рек бассейна Балтийского моря // Топонимика на службе географии: Сб. статей / Отв. ред. Е. М. Поспелов; Моск. фил. Геогр. о-ва СССР. — М.: Мысль, 1979. — С. 50—56. — 208 с. — (Вопросы географии; Сб. 110). — 5400 экз.
- Жучкевич В. А. Улицы помнят: История, события, люди в названиях улиц и площадей города-героя Минска. — Минск: Беларусь, 1979. — 176, [32] с.
- Жучкевич В. А. Общая топонимика: учебное пособие для вузов. — 3-е изд., перераб. — Минск: Вышэйшая школа, 1980. — 288 с. — 3500 экз.
- Жучкевич В. А. Основные аспекты применения топонимики в историко-географических исследованиях (на примере Белоруссии) // Топонимика в региональных географических исследованиях: Всесоюзная конференция, 1-3 февраля 1984 г.: Тез. докл. / Моск. фил. Геогр. о-ва СССР. — М.: МФГО, 1984. — С. 8–9. — 110 с.